# Elementa linguae daco-romanae sive valachicae
Elementa linguae daco-romanae sive valachicae (în traducere din latină „Elemente ale limbii daco-romane sau vlahe/valahe”) este o carte de gramatică românească scrisă de Samuil Micu-Klein și revizuită de Gheorghe Șincai în 1780 la Colegiul „Sfânta Barbara” din Viena. A fost tipărită de Tipografia Joseph, deținută de nobilul sus-numit din Kurzböck, în același an. Cartea, și ulterior anul, sunt considerate punctul de început al limbii române moderne.

## Conținut
Introducerea cărții este scrisă de Gheorghe Șincai și este o sinteză a opiniilor istorice și lingvistice susținute de Școala Ardeleană.
Corpul principal al cărții este împărțit în patru părți: De ortographia, De etymologhia, De syntaxi și o Anexă (care conține un capitol despre „formarea cuvintelor daco-romane din cele latine”).
De ortographia este deosebit de importantă deoarece autorul descrie schimbările de la fonemele latine la cele românești. Lipsind literele corespunzătoare pentru a marca sunetele pentru ă, î, k`, g`, č, ğ, ș, ț, Samuil Micu-Klein face apel la asemănări cu alte limbi precum germana, italiana sau maghiara, optând pentru o ortografie mai puțin fonetică decât cea folosită în sistemul actual de scriere, cu reguli derivate din ortografia latină pentru a desemna noile sunete ale limbii. De exemplu, á sau aa ar reprezenta un a standard, în timp ce a fără accent ar reprezenta sunetul schwa, scris în zilele noastre ca ă.